# Fred Tatasciore
Frederick "Fred" Tatasciore är en amerikansk röstskådespelare som bland annat gjort olika röstroller inom TV-serier, filmer och datorspel.

## Biografi
Tatasciore föddes i New York, men växte upp i Los Angeles. Han studerade på UCLA och avslutade sina studier inom teater och animering. Tatasciore började sedan sin karriär som skådespelare inom teater och som ståuppkomiker, som senare ledde till hans stora röstskådespelarkarriär.

## Filmografi

### Roller inomAnime
- Afro Samurai - Juzo, Patron 5, Shuzo
- Marvel Anime: Wolverine - Shigen Yoshida
- Marvel Anime: X-Men - Beast
- Naruto - Gato
- Naruto Shippuden - Kakuzu
- Zatch Bell! - Dalmos, Demolt

### TV-serier
- American Dad! - Olika röster
- Aqua Teen Hunger Force - Handbanana
- Avatar: Legenden om Aang - Yung
- The Avengers: världens mäktigaste hjältar - Hulken, Graviton, Mandrill, Yon-Rogg, Thing, Volstagg, Fenris Wolf
- Batman: Den tappre och modige - Mutant Master, Arsenal, Sgt. Rock
- Ben 10 - Ripjaws, Cannonbolt, Way Big, Future Ben, Olika röster
- Blythe Loves The Littlest Pet Shop
- Bondgården (TV-serie) - Farmer
- Camp Lazlo - Björn
- Dan Vs. - Hippie Captain
- Ersättarna - Olika röster
- Family Guy - Olika röster
- Generator Rex - NoFace
- Grymma sagor med Billy & Mandy - Olika röster
- Harvey Näbbson - Monster
- Invader Zim - Olika röster
- Kejsarens nya skola - Pacha (Säsong 1)
- Kung Fu Panda: Legends of Awesomeness - Master Shifu
- LEGO Hero Factory - Thunder/frantic citizen/Drilldozer/Witch Doctor (Aldous Witch)
- MAD - Robert Langdon, tiger, Jamie Oliver, J. J. Abrams, Nick Fury, CLU, Tom Hanks, Sheriff Woody, Donkey Kong
- Making Fiends - Toupee fiend
- Pingvinerna från Madagaskar - Gus, Toy Christmas Tree, Streetcorner Santa #1, Cameraman
- Pound Puppies - Olika röster
- Planet Sheen - Emperor
- Random! Cartoons - Mr. Papier
- Robot Chicken - Katten Gustaf, Jon Arbuckle, William Shatner, Mr. T, Sean Connery, Tray-Norr, Olika roller
- Scooby-Doo! Mystery Incorporated - The Phantom
- Star Wars: The Clone Wars - The Zillo Beast
- The Secret Saturdays - Zon, Komodo, Munya
- Tim and Eric Awesome Show, Great Job! - Hacky Sack Extreme Announcer, Man in Gibbons Cartoon
- Tron: Uprising - Clu 2
- Uncharted: Eye of Indra - Daniel Pinkerton
- Wolverine and the X-Men - Beast, Hulken, Juggernaut
- Äventyrsdags - Mannish Man the Minotaur

### Filmroller
- 9 - 8 / Radio announcer
- All-Star Superman - Krull / Robots / Astronaut #2
- American Civ. -1 - Grandpa
- Backstage with Little Lorenzo - Little Lorenzo
- Batman: Under the Red Hood - Mercenary #1 / Amazo / Guard
- Ben 10: Secret of the Omnitrix - Cannonbolt / Way Big
- Beowulf - Olika röster
- Bionicle: The Legend Reborn - Tuma
- Bondgård - Bonden
- Camp Lazlo: Where's Lazlo? - Big Bear
- Curious George - Olika röster
- Curious George 2: Follow That Monkey! - Mr. Bloomsberry
- Dead Silence - Clown
- Doctor Strange: The Sorcerer Supreme - Oliver
- Dragonlance: Dragons of Autumn Twilight - Flint Fireforge / Fewmaster Toede
- Familjen Robinson - Olika röster
- Final Fantasy VII: Advent Children - Loz
- Foolish - Sammy Davis
- Förtrollad - Troll (röst)
- Garfield's Fun Fest - Billy Bear / Junior Bear
- Gustaf livs levande - Billy Bear / Waldo / Eric
- Heavy - Olika röster
- Her Lion's Jump - Fred
- Hulk Vs - Hulken
- Kung Fu Panda 2 - Panda Dad / Gorilla Guard #2
- Little Lorenzo Gets Rescued - Little Lorenzo
- Madagaskar 2 - Teetsi / Poacher #1 / Elephant
- Made by Molly - Galoot
- Min vän Charlotte - Sheep Group
- Myrmobbaren - Ant Council Member #2 / Ant Council Member #5
- Next Avengers: Heroes of Tomorrow - Hulken
- Orlando's Joint - The Bugman
- Performance Art: Starring Chainsaw Bob - Olika röster
- Prinsessan och grodan - Olika röster
- Project A - Olika röster
- Scooby-Doo! Legend of the Phantosaur - Phantosaur
- Stewie Griffin: The Untold Story - Olika röster
- Team America: World Police - Samuel L. Jackson
- The Bodyguard from Beijing - Olika röster
- The Enforcer - Olika röster
- The Invicible Iron Man - Mandarin / Olika röster
- The Outback - Cutter
- The Spiderwick Chronicles - Goblin vokaler
- TMNT - General Gato
- Ultimate Avengers - Hulken / Olika röster
- Ultimate Avengers 2 - Hulken
- Vilddjuren - Olika röster
- Whole - Olika röster

### Datorspelsroller
- 300: March to Glory - Captain / Mardonius / Ephialtes
- Age of Empires III - Ivan den förskräcklige
- Alpha Protocol - Henry Leland / Ali Shaheed / Terrorists
- Assassin's Creed - Jubair Al-Hakim / Abu'l Nuooud
- Assassin's Creed 2 - Mario Auditore
- Assassin's Creed: Brotherhood - Mario Auditore
- Batman: Arkham Asylum - Bane / Henchman #2 / Carl Todd
- Batman: Arkham City - Bane / Solomon Grundy
- Baten Kaitos Origins - Baelheit
- Ben 10: Protector of Earth - Cannonbolt / Forever Knight
- Bionic Commando - Grunt 1 / Overwatch
- Bioshock - Röst
- Call of Duty: Black Ops - Nikolai Belinski / Dr. Maxis
- Call of Duty: Black Ops II - Nikolai Belinski / Dr.Maxis
- Call of Duty: Black Ops III - Nikolai Belinski / Dr.Maxis
- Call of Duty: World at War - Nikolai Belinski / Dr. Maxis
- Call of Duty: Modern Warfare 2 - Olika röster
- Company of Heroes: Tales of Valor - Wilson / Pilot
- Conker: Live & Reloaded - The Squirrels / Squirrel High Command / Tediz
- Crackdown 2 - Röst
- Darksiders: Wrath of War - The Charred Council / Olika röster
- Dark Void - Sarpa
- Destroy All Humans! - Cop / Navy Admiral / Manliga vokalröster
- Destroy All Humans! 2 - KGB Agent / Furon General Cyclosparasis / Olika röster
- Dragon Age: Origins - The Grand Oak / Swiftrunner / Cyrion / Wise Dwarf Male / Lothering Bandit
- Dungeons & Dragons: Dragonshard - Olika röster
- Eat Lead: the Return of Matt Hazard - Tentacle Beast of Tramm / Zombie / Bandit / Employee Suit / Space Marine
- End of Eternity - Olika röster
- Fantastic Four: Rise of the Silver Surfer - Olika röster
- Fallout: New Vegas - Tabitha / Rhonda
- Final Fantasy XIII - Olika röster
- Gears of War - Damon Baird / Locust Drone B / Victim #2 Stranded / Berserker
- Gears of War 2 - Damon Baird / Tai Kaliso / Locust Drone / Boomer
- Gears of War 3 - Damon Baird
- God of War - Poseidon / Greek Soldier / Fisherman
- God of War II - Typhon
- God of War III - Ares / Barbarian King / Typhon
- God of War: Chains of Olympus - Atlas / Persian King
- God of War: Ghost of Sparta - King Midas / Lanaeus / Zeus
- Ghostbusters: The Video Game - Olika röster
- Ghosthunter - Warden McCarthy / Priest / Redneck Sniper
- Ghost Rider - Blade / Caretaker
- Golden Axe: Beast Rider - Röst
- Guild Wars: Eye of the North - Ogden Stonehealer
- Guild Wars: Factions - Baron Mirek Vasburg / Olika röster
- Halo 3 - Brutes
- Halo 3: ODST - Brutes
- Halo: Combat Evolved Anniversary - CSS Battlecruiser Truth / Reconciliation
- Iron Man - Iron Monger / Obadiah Stane / Maggia Soldier / Afghan Soldier / AIM President
- Jade Empire - Captain Sen / Iron Soldier / Captain Ing / Olika röster
- Jeanne d'Arc - La Hire
- Just Cause - El Presidente Salvador Mendoza
- Kung Fu Panda - Shifu
- Kung Fu Panda 2 - Shifu
- Lair - General Atta Kai / Prisoner / Farmer / Burner
- Left 4 Dead - Infected röster
- Left 4 Dead 2 - Infected röster
- Lego Batman: The Video Game - Bane
- Line Rider 2: Unbound - Chaz
- Lost Odyssey - Technician
- MadWorld - Von Twirlenkiller / The Shamans / Big Long Driller
- Marc Ecko's Getting Up: Contents Under Pressure - Olika röster
- Mass Effect - Saren Arterius / Balak / Olika röster
- Mass Effect 2 - Warden Kuril / Maelon / Aresh / Olika röster
- Marvel: Ultimate Alliance - Mephisto / Ulik / Krang / Thunderball
- Marvel: Ultimate Alliance 2 - Hulken / The Thing / Carnage
- Marvel vs. Capcom 3: Fate of Two Worlds - Hulken
- Madagascar: Escape 2 Africa  - Maurice / Zuba
- Metal Gear Solid 3: Snake Eater - DOD Official
- Metal Gear Solid 4: Guns of the Patriots - Beauty and the Beast Unit (Rösten till The Beast)
- Microsoft Flight Simulator X - Olika röster
- NARC - Fish / Weapons Dealer / Thug / Civilian / Eddie Jackson / Cop
- Naruto Shippūden: Clash of Ninja Revolution 3 - Kakuzu
- Naruto Shippuden: Ultimate Ninja Heroes 3 - Kakuzu
- Naruto Shippuden: Ultimate Ninja Storm 2 - Kakuzu
- Neopets: The Darkest Faerie - King Skarl / Hubert / Torakar / Master Torak
- Nicktoons: Battle for Volcano Island - The Mawgu
- Ninety-Nine Nights - Röst
- Ninja Blade - Businessman
- Ninja Gaiden Sigma 2 - Marbus / Tengu
- No More Heroes - Dr. Shake / Randall Lovikov
- No More Heroes 2: Desperate Struggle - Dr. Letz Shake
- Overwatch - Soldier 76
- Over the Hedge - Dwayne LaFontant
- Predator: Concrete Jungle - Bruno Borgia
- Prince of Persia - The Mourning King
- Prince of Persia: The Forgotten Sands - Ratash
- Prototype - Blackwatch Officer
- Pursuit Force: Extreme Justice - Olika röster
- Rainbow Six: Lockdown - Olika röster
- Resistance: Fall of Man - Röst
- Resistance 3 - Brawler
- Resonance of Fate - Olika röster
- Rise of Nightmares - Gregor
- Rise to Honor - Röst
- Rogue Galaxy - Captain Dorgengoa / Sherio / King Albioth
- Saints Row 2 - Röst
- Scarface: The World Is Yours - Röst
- Shadows of the Damned - Demons
- Skate 2 - Röst
- Spider-Man: Friend or Foe - Scorpion / Carnage
- Spider-Man: Shattered Dimensions - Ultimate Carnage
- Spider-Man: Web of Shadows - Rhino
- Splatterhouse - Miscellaneous monsters
- Starcraft II: Wings of Liberty - Zeratul / Rory Swann / Olika röster
- Star Wars: The Force Unleashed II - Riot Trooper / Jumptrooper / Olika röster
- S.W.A.T. 4 - Andrew Taroone / Male Suspect 4 / Allen Kruse
- Tales of Symphonia - Abyssion
- Terminator 3: Rise of the Machines - Olika röster
- The Bard's Tale - Olika röster
- The Incredible Hulk
- The Incredible Hulk: Ultimate Destruction - Olika röster
- The Legend of Spyro: Dawn of the Dragon - Meadow / Olika röster
- The Lord of the Rings: The Battle for Middle-Earth - Haradrim Warriors
- The Lord of the Rings: The Battle for Middle-Earth II - Haradrim Warriors
- The Matrix: Path of Neo - Agent Johnson / Roland / SWAT Soldier
- The SpongeBob SquarePants Movie - Olika röster
- Tom Clancy's Ghost Recon Advanced Warfighter 2 - Röst
- Transformers: Dark of the Moon - Megatron / Ratchet / Bumblebee / Sideswipe / Olika röster
- Transformers: Revenge of the Fallen - Demolishor / Devastator / Grindor / Olika röster
- Transformers: The Game - Ratchet
- Transformers: War for Cybertron - Megatron / Ratchet / Omega Supreme / Trypticon / Motormaster
- Tron: Evolution - Kevin Flynn / Clu
- True Crime: New York City - Röst
- Twisted Metal: Head-On - Röst
- Uncharted: Drake's Fortune - Descendants #1
- Uncharted 2: Among Thieves - Draza / Guardian / Drake Pinkerton
- Undead Knights - Gloucester
- Unreal Tournament 3 - Reward Announcer
- Valkyria Chronicles - Largo Potter
- Valkyria Chronicles II - Largo Potter / Jean Townshend
- Vampire: The Masquerade – Bloodlines - Hatter/Gargoyle/Tommy
- Vanquish - Daniel Grassi
- Viewtiful Joe 2 - Frost Tiger
- Virtua Fighter 5 - Commentator
- Warhammer 40,000: Dawn of War II - Captain Davian Thule / Eldar warlock
- Warhammer 40,000: Dawn of War II – Chaos Rising - Araghast The Pillager / Ulkair the Great Unclean One / Davian Thule
- Warhammer 40,000: Dawn of War II – Retribution - Veldoran the Warlock
- Watchmen: The End Is Nigh - Olika röster
- X-Men Origins: Wolverine - Olika röster
- X-Men: Next Dimension - Magneto / Sabretooth
- X2: Wolverine's Revenge - Magneto / Sabretooth / Juggernaut